# Степанов, Александр Андреевич (пловец)
Алекса́ндр Андре́евич Степа́нов (род. 12 декабря 2003 года) — российский пловец, специалист по плаванию вольным стилем. Выступает на профессиональном уровне с 2018 года, представляя Ярославскую и Московскую области. Чемпион Универсиады. Многократный чемпион России, победитель Кубка России, действующий рекордсмен России на дистанции 800 метров вольным стилем. Мастер спорта России международного класса (2023).

## Биография
Александр Степанов родился 12 декабря 2003 года. Уроженец города Рыбинска Ярославской области. В детстве увлекался шахматами, затем в возрасте 10 лет перешёл в плавание — проходил подготовку в рыбинской Спортивной школе олимпийского резерва «Темп» под руководством тренера Анны Анатольевны Тулуповой.
Успешно выступал на юношеских и юниорских соревнованиях, в 2018 году получил звание мастера спорта России по плаванию.
Первого серьёзного успеха среди взрослых спортсменов добился в сезоне 2021 года на чемпионате России на открытой воде в Сукко — выиграл серебряные медали на дистанциях 5 и 10 км, с командой Ярославской области стал бронзовым призёром в смешанной эстафете 4×1250 м. Позднее на чемпионате России на короткой воде в Санкт-Петербурге одержал победу в заплыве на 1500 м вольным стилем. В составе российской сборной принимал участие в юниорском европейском первенстве в Риме, где в плавании на 1500 метров в финале финишировал четвёртым.
На чемпионате России 2022 года в Казани превзошёл всех соперников в плавании на 800 и 1500 метров вольным стилем, с командой Московской области завоевал бронзовую награду в эстафете 4×200 м вольным стилем. На впервые проводившейся Всероссийской спартакиаде сильнейших в Санкт-Петербурге в дисциплинах 800 и 1500 метров занял первое и второе место соответственно. На чемпионате России на короткой воде так же был лучшим на дистанциях 800 и 1500 метров.
В 2023 году на чемпионате России в Казани победил в дисциплинах 800 и 1500 метров, выиграл серебряную медаль в эстафете 4×200 м вольным стилем. На 800-метровой дистанции кроме победы установил национальный рекорд — 7:42.47 (до этого рекорд в течение 14 лет принадлежал Юрию Прилукову). На момент соревнований данное время также являлось лучшим результатом мирового сезона. На чемпионате России на открытой воде в Ростове-на-Дону Степанов одержал победу во всех возможных дисциплинах: на дистанциях 5 и 10 км, в смешанной эстафете 4×1250 м. На чемпионате России на короткой воде в Санкт-Петербурге завоевал «золото» на дистанциях 800 и 1500 метров. Во время сезона за выдающиеся спортивные достижения был удостоен почётного звания «Мастер спорта России международного класса».
На чемпионате России 2024 года в Казани выиграл заплыв на 400 метров вольным стилем. На чемпионате России на открытой воде в Ростове-на-Дону победил в дисциплине 5 км и в смешанной эстафете 4×1250 м. В финале Кубка России в Екатеринбурге превзошёл всех соперников в плавании на 800 и 1500 метров вольным стилем. На чемпионате России на короткой воде в Санкт-Петербурге получил «серебро» в 1500-метровом плавании вольным стилем, уступив только петербуржцу Кириллу Мартынычеву.
В июне 2025 года на чемпионате России на открытой воде стал победителем на дистанциях 5 и 10 км. В июле завоевал золотые медали Универсиады в Германии на дистанциях 800 и 1500 метров вольным стилем, стал серебряным призёром в эстафете 4х200 метров вольным стилем.

## Спортивные достижения
| Год  | Турнир                               | Место     |
| ---- | ------------------------------------ | --------- |
| 2021 | Чемпионат России на открытой воде    | 2 · 2 · 3 |
| 2021 | Чемпионат России на короткой воде    | 1         |
| 2022 | Чемпионат России                     | 1 · 1 · 3 |
| 2022 | Всероссийская спартакиада сильнейших | 1 · 2     |
| 2022 | Чемпионат России на короткой воде    | 1 · 1     |
| 2023 | Чемпионат России                     | 1 · 1 · 2 |
| 2023 | Чемпионат России на открытой воде    | 1 · 1 · 1 |
| 2023 | Чемпионат России на короткой воде    | 1 · 1     |
| 2024 | Чемпионат России                     | 1         |
| 2024 | Чемпионат России на открытой воде    | 1 · 1     |
| 2024 | Кубок России                         | 1 · 1     |
| 2024 | Чемпионат России на короткой воде    | 2         |
| 2025 | Чемпионат России                     | 1 · 1 · 3 |
| 2025 | Чемпионат России на открытой воде    | 1 · 1     |
| 2025 | Универсиада                          | 1 · 1 · 2 |